# Armenia Airways
Armenia Airways (armensko Արմենիա Էյրվեյզ) je armenski letalski prevoznik s sedežem na mednarodnem letališču Zvartnoc v Erevanu.

## Zgodovina
Družba je bila ustanovljena leta 2016, prva letala pa so bila kupljena leta 2018. Do takrat je Armenia Airways od romunske letalske družbe Aviro Air najemala eno letalo BAE 146-300.

## Destinacije
| Država  | Mesto   | Letališče                         | Opombe               | Vir   |
| ------- | ------- | --------------------------------- | -------------------- | ----- |
| Armenia | Erevan  | Mednarodno letališče Zvartnoc     | Predloga:Airline hub |       |
| Iran    | Teheran | Mednarodno letališče Imam Homeini |                      | [ 1 ] |
| Iran    | Tabriz  | Mednarodno letališče Tabriz       |                      | [ 1 ] |
| Russia  | Moskva  | Mednarodno letališče Vnukovo      |                      | [ 1 ] |

## Flota
Armenia Airways ima v svoji floti naslednja letala: (podatki za februar 2020):
| Letalo         | V uporabi | Št. potnikov | Št. potnikov | Št. potnikov | Opombe                  |
| Letalo         | V uporabi | C            | Y            | Skupno       | Opombe                  |
| -------------- | --------- | ------------ | ------------ | ------------ | ----------------------- |
| BAE 146-300    | 1         | —            | 112          | 112          | V najemu od Aviro Air   |
| Boeing 737-300 | 1         | —            | 148          | 148          |                         |
| Boeing 737-500 | 1         | —            | 131          | 131          | V najemu od Shirak Avia |